# Битва при Павії (1525)

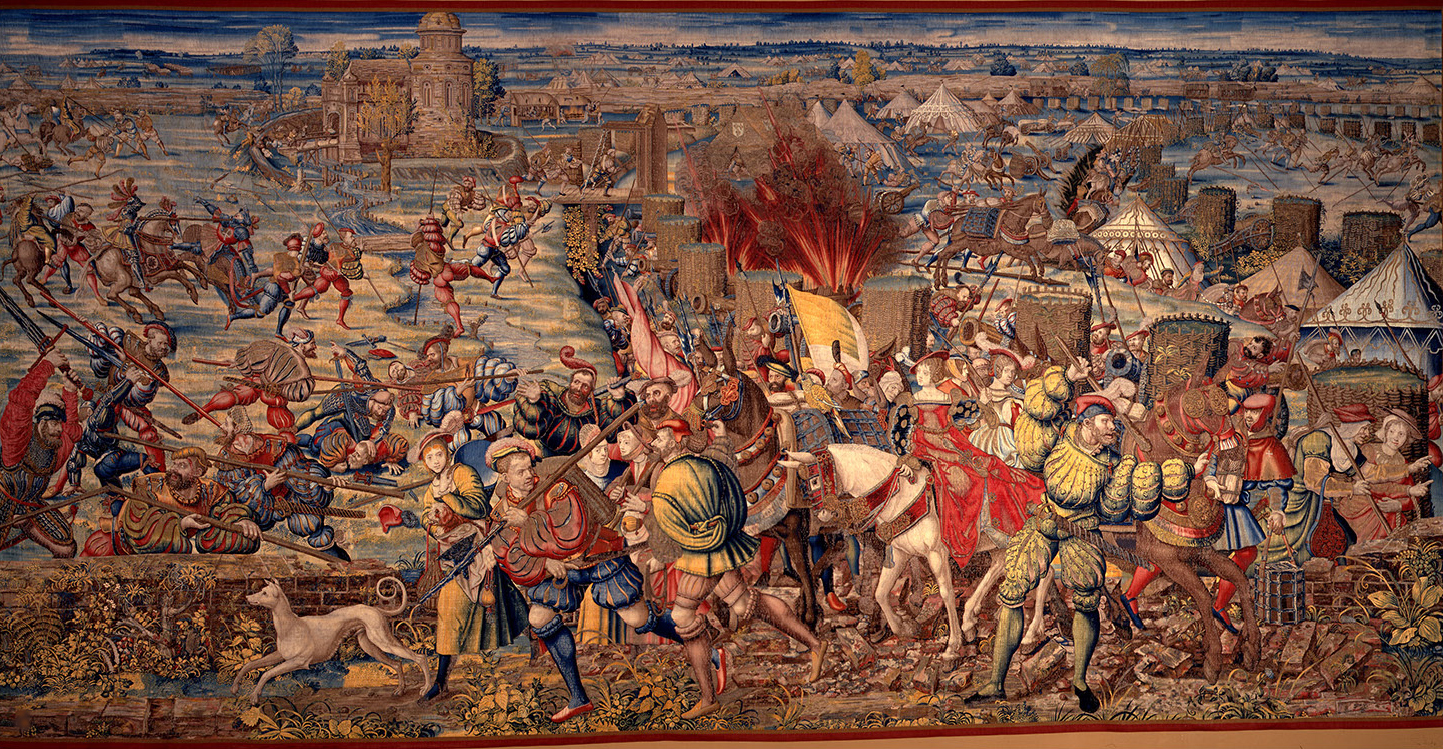
Битва при Павії. Гобелен. Бернарт ван Орлей (близько 1531)

Битва при Павії  — битва, що відбулася 24 лютого 1525 року при Павії між найманими арміями Франції і імперії Габсбургів під час Італійської війни (1521—1526). Вважається першою битвою Нового часу.
Війська французького короля Франциска I (близько 20 тис. піхоти, 6 тис. кінноти, 53 гармати) в 1524 перейшли Альпи, зайняли Мілан і у жовтні взяли в облогу Павію (гарнізон близько 7 тис. німецьких ландскнехтів і 700 іспанських солдатів).
На початку лютого 1525 для розблокування Павії підійшли імперські війська під командуванням генерала Фернандо д'Авалоса Пескари (близько 20 тис. піхоти, 2,5 тис. кінноти). Імперці раптово атакували французькі війська, що вводилися в бій частинами, що визначило чисельну перевагу імперців (їхня піхота була озброєна вдосконаленою зброєю — аркебузами, кулі яких пробивали лицарський обладунок) і призвело до розгрому французької армії, яка втратила 10 тис. вояків (за іншими даними — 12 000).
Франциск I потрапив в полон і був змушений за Мадридською угодою 1526 року відмовитися від завоювань в Італії.
Відтоді мушкет отримав перевагу в боротьбі з важкою кавалерією, відбулися зміни в тактиці, з'явилися мушкетерські частини.